# Тріфешть (комуна, Нямц)
Тріфешть, Тріфешті (рум. Trifești) — комуна у повіті Нямц в Румунії. До складу комуни входять такі села (дані про населення за 2002 рік):
- Мірон-Костін (1982 особи)
- Тріфешть (3105 осіб)

Комуна розташована на відстані 279 км на північ від Бухареста, 37 км на схід від П'ятра-Нямца, 62 км на південний захід від Ясс.

## Населення
За даними перепису населення 2002 року у комуні проживали 5087 осіб.
Національний склад населення комуни:
| Національність | Кількість осіб | Відсоток |
| -------------- | -------------- | -------- |
| румуни         | 5086           | > 99,9%  |
| угорці         | 1              | < 0,1%   |

Рідною мовою назвали:
| Мова      | Кількість осіб | Відсоток |
| --------- | -------------- | -------- |
| румунська | 5086           | > 99,9%  |
| угорська  | 1              | < 0,1%   |

Склад населення комуни за віросповіданням:
| Релігія                                       | Кількість осіб | Відсоток |
| --------------------------------------------- | -------------- | -------- |
| православні                                   | 5026           | 98,8%    |
| адвентисти                                    | 34             | 0,7%     |
| п'ятдесятники                                 | 10             | 0,2%     |
| римо-католики                                 | 8              | 0,2%     |
| атеїсти                                       | 2              | < 0,1%   |
| бретрени                                      | 1              | < 0,1%   |
| лютерани (Синодально-пресвітеріанська церква) | 1              | < 0,1%   |
| не вказали релігію                            | 5              | 0,1%     |

## Зовнішні посилання
- Дані про комуну Тріфешть на сайті Ghidul Primăriilor